# Kari Tapio
Kari Tapio (Suonenjoki, 22 de noviembre de 1945 – Espoo, 7 de diciembre de 2010) fue un cantante finlandés especializado en schlager. Durante las décadas de 1970 y 1980 fue uno de los cantautores más populares de su país, y permaneció en activo durante 38 años.

## Biografía
Kari Tapio comenzó a cantar en varios clubes y locales de Pieksämäki y Finlandia Oriental, a través de varias bandas locales, con las que comienza a destacar musicalmente. Tapio no se dedicó por entonces al mundo de la canción profesional, ya que lo compaginó con otro trabajo como mecanógrafo.
Logró la fama como cantante reconocido durante un concierto de Ilkka Lipsanen en 1972, cuando sorprendió al público asistente con su actuación. Sus canciones también gustaron a Ilkka, que decidió contratarlo para que actuase con él durante el resto de su gira. Posteriormente Tapio decide emprender su carrera en solitario y en 1976 debuta con un sencillo, Laula kanssain, con el que alcanza buenas posiciones en las listas finesas. A partir de ahí lanzó varios temas durante los años 1970 y 1980, siendo el más popular de ellos Olen suomalainen, un cover de un tema de Toto Cutugno que se hizo tremendamente popular en Finlandia.
Regresó a un plató de televisión en 2008 al presentarse a la preselección para representar a Finlandia en el Festival de la Canción de Eurovisión, donde fue recibido como una celebridad. Kari Tapio quedó segundo y sólo fue superado por Teräsbetoni, ganadores de la preselección. El artista continuó en activo hasta su muerte, y desde sus inicios en 1976 lanzó 27 álbumes y 12 recopilatorios, algunos de ellos discos de oro. En el año 2003 fue galardonado con el premio Iskelmä-Finlandia, otorgado al mejor cantante de música popular finlandesa.
Tapio falleció el 7 de diciembre de 2010 a los 65 años, víctima de un infarto agudo de miocardio.

## Estilo musical
Kari Tapio cantó schlager, género que predominó en gran parte de su carrera. Sin embargo, su mayor influencia vino de la música country, algo que se aprecia en varias de sus canciones.
Kari cantó, además de temas propios, covers en finés de otras canciones como Volga (Moskau de Dschinghis Khan) o Olen Suomalainen (L'Italiano vero, de Toto Cutugno) entre otras, y de autores como Johnny Cash o Waylon Jennings.

## Discografía

### Álbumes
- Aikapommi (1974)
- Nostalgiaa (1976)
- Klabbi (1976)
- Kaipuu (1977)
- Kari Tapio (1979)
- Jää vierellein (1981)
- Olen suomalainen (1983)
- Ovi elämään (1984)
- Osa minusta (1986)
- Elämän viulut (1987)
- Tää kaipuu (1988)
- Aikaan täysikuun (1990)
- Yön tuuli vain (1992)
- Sinitaikaa (1993)
- Laulaja (1994)
- Myrskyn jälkeen (1995)
- Meren kuisketta (1997)
- Sinut tulen aina muistamaan (1998)
- Valoon päin (1999)
- Bella Capri (2000)
- Kari Tapio konserttilavalla (2001)
- Joulun tarina (2001)
- Juna kulkee (2003)
- Toiset on luotuja kulkemaan (2004)
- Paalupaikka (2005)
- Kuin taivaisiin (2007)
- Kaksi maailmaa (2008)
- Viimeiseen pisaraan (2009)
- Vieras Paratiisissa (2010)

### Recopilatorios
- 28 suosituinta levytystä (1987)
- Toivotut (1992)
- Viisitoista kesää (1995)
- 20 suosikkia - Olen suomalainen (1995)
- 20 suosikkia - Luoksesi Tukholmaan (1997)
- Parhaat (1997)
- Kaikki parhaat (1999)
- 20 suosikkia - Kulkurin kyyneleet (2001)
- 20 suosikkia - Sanoit liian paljon (2001)
- Kaikkien aikojen parhaat - 40 klassikkoa (2002)
- Nostalgia (2005)
- Lauluja rakkaudesta (2006)
- Kuin taivaisiin (2007)
- Kaksi maailmaa (2008)
- Klabbi/Olen Suomalainen (2009)